# کوئبرادیلاس، پورتو ریکو
کوئبرادیلاس (به انگلیسی: Quebradillas) یک منطقهٔ مسکونی در ایالات متحده آمریکا است که در پورتوریکو واقع شده‌است. کوئبرادیلاس ۷۱٫۶۶ کیلومتر مربع مساحت و ۲۵٬۹۱۹ نفر جمعیت دارد.